# Route nationale 397
Pour les articles homonymes, voir Route 397.
La route nationale 397 ou RN 397 était une route nationale française reliant Contrisson à Stainville. À la suite de la réforme de 1972, elle a été déclassée en RD 997.

## Ancien tracé de Contrisson à Stainville (D 997)
- Contrisson (km 0)
- Mogneville (km 4)
- Couvonges (km 6)
- Beurey-sur-Saulx (km 9)
- Robert-Espagne (km 10)
- Lisle-en-Rigault (km 14)
- Ville-sur-Saulx (km 16)
- Saudrupt (km 17)
- Haironville (km 20)
- Rupt-aux-Nonains (km 23)
- Bazincourt-sur-Saulx (km 25)
- Stainville (km 31)

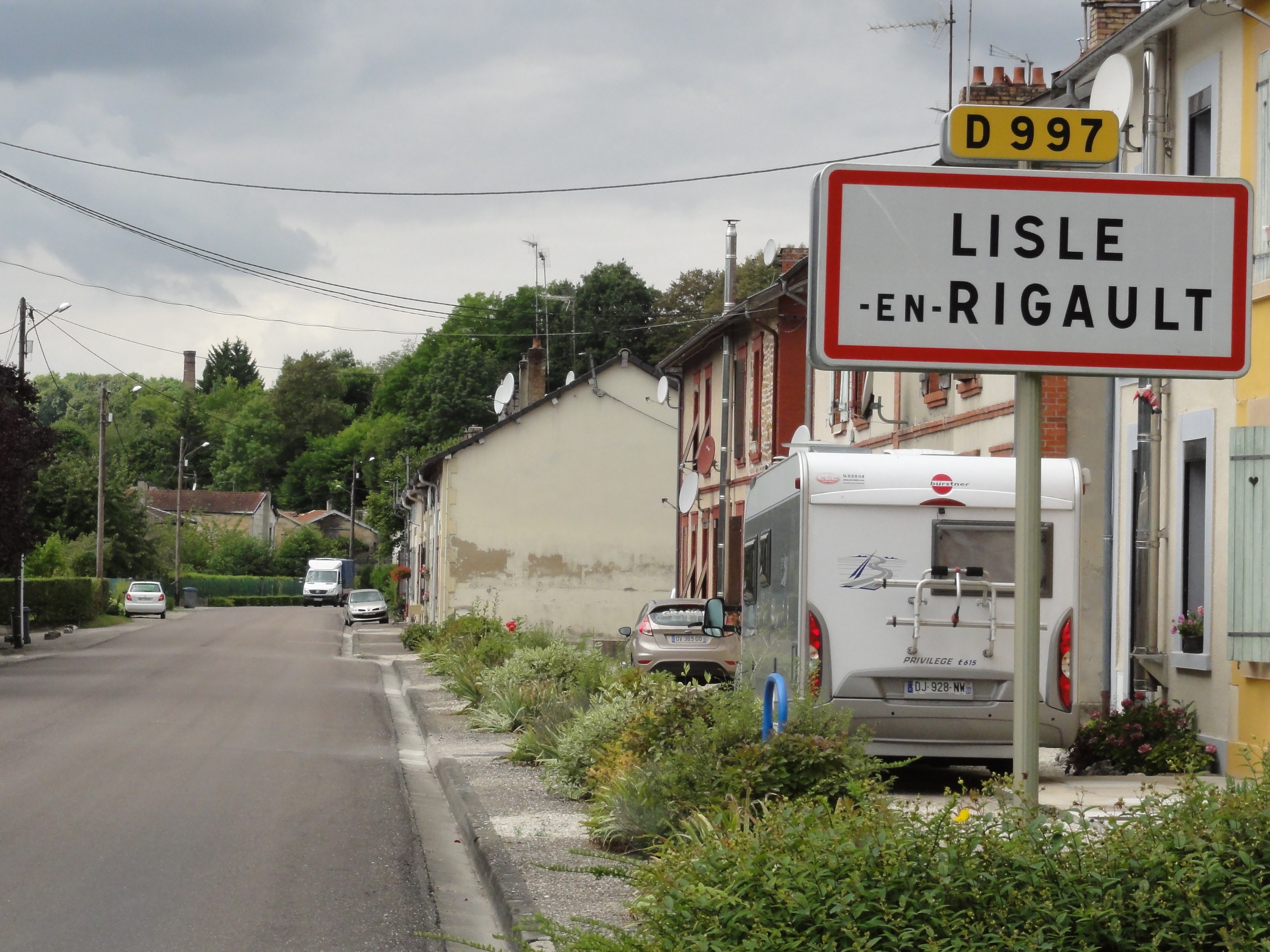
L'ex-RN 397 à Lisle-en-Rigault.
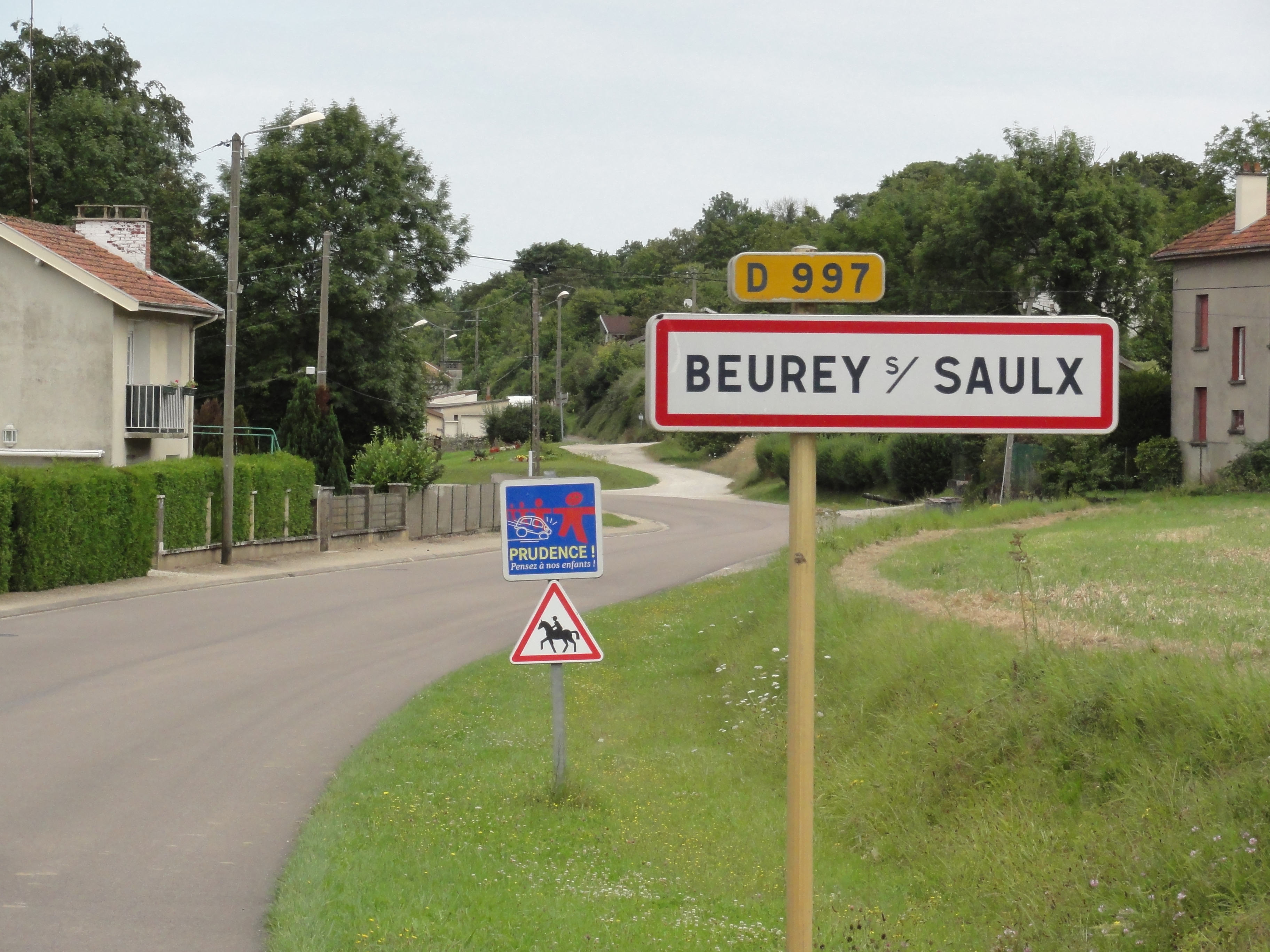
L'ex-RN 397 à Beurey-sur-Saulx.
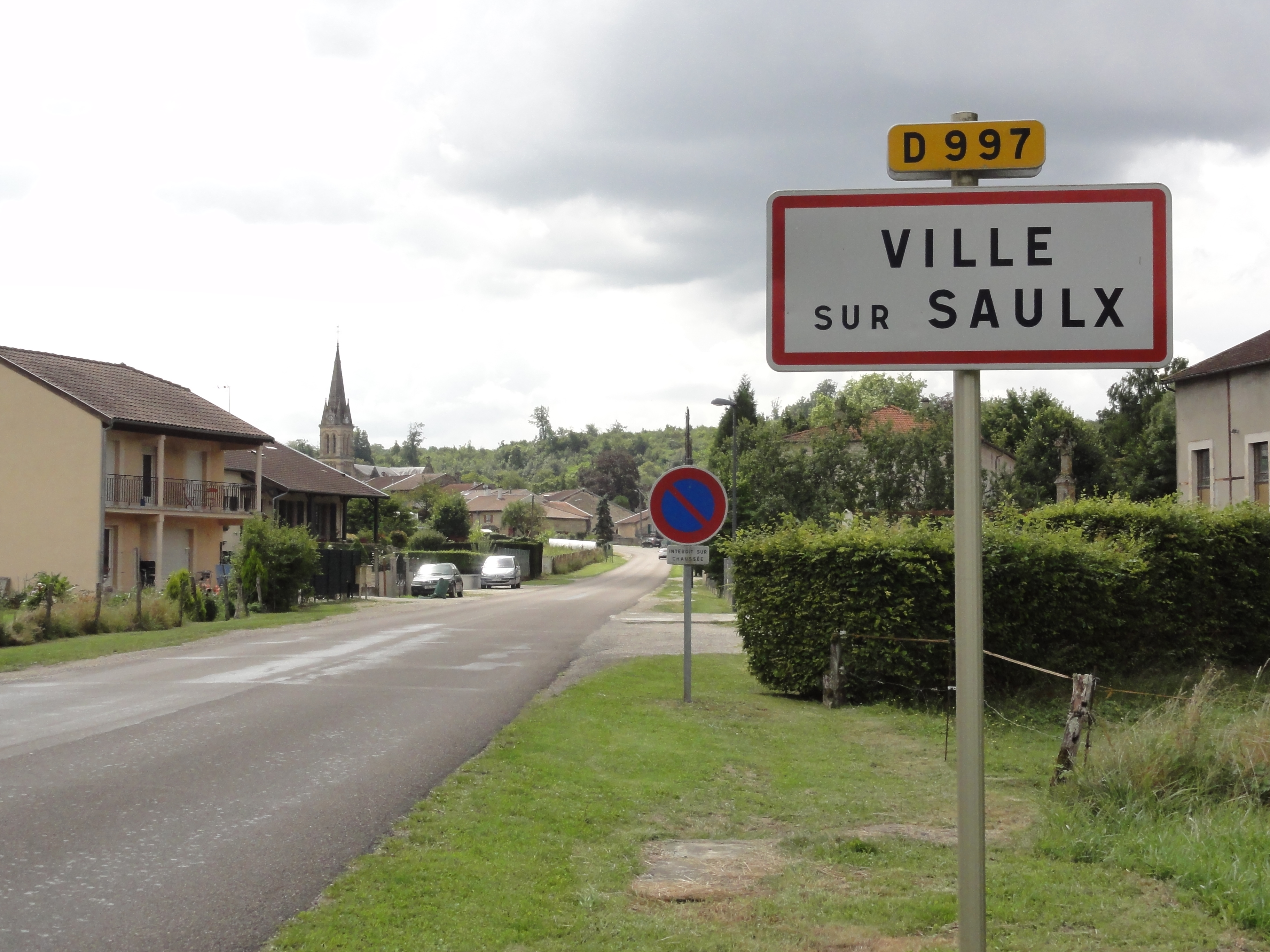
L'ex-RN 397 à Ville-sur-Saulx.